# Lega Nazionale B 1993-1994
La Lega Nazionale B 1993-1994, campionato svizzero di seconda serie, si concluse con la vittoria del Sciaffusa (gruppo est) e del Étoile Carouge (gruppo ovest).

## Gruppo est

### Classifica finale
|  | Pos. | Squadra    | Pt | G  | V  | N | P  | GF | GS | DR  |
|  | ---- | ---------- | -- | -- | -- | - | -- | -- | -- | --- |
|  | 1.   | Sciaffusa  | 29 | 18 | 13 | 3 | 2  | 41 | 21 | +20 |
|  | 2.   | San Gallo  | 23 | 18 | 9  | 5 | 4  | 35 | 21 | +14 |
|  | 3.   | Baden      | 21 | 18 | 9  | 3 | 6  | 38 | 30 | +7  |
|  | 4.   | Bellinzona | 21 | 18 | 8  | 5 | 5  | 33 | 30 | +3  |
|  | 5.   | Locarno    | 20 | 18 | 7  | 6 | 5  | 23 | 20 | +3  |
|  | 6.   | Chiasso    | 17 | 18 | 6  | 5 | 7  | 15 | 23 | -8  |
|  | 7.   | Winterthur | 15 | 18 | 5  | 5 | 8  | 29 | 35 | -4  |
|  | 8.   | Wil        | 14 | 18 | 4  | 6 | 8  | 20 | 22 | -2  |
|  | 9.   | Gossau     | 11 | 18 | 1  | 9 | 8  | 15 | 29 | -14 |
|  | 10.  | Sursee     | 9  | 18 | 2  | 5 | 11 | 16 | 34 | -18 |

Legenda:

      Ammesso alla poule promozione.
      Ammesso alla poule retrocessione.
Note:

Due punti a vittoria, uno a pareggio, zero a sconfitta.

### Risultati

#### Tabellone
| Girone est | BAD  | BEL  | CHI  | GOS  | LOC  | SGA  | SCI  | SUR  | WIL  | WIN  |
| ---------- | ---- | ---- | ---- | ---- | ---- | ---- | ---- | ---- | ---- | ---- |
| Baden      | –––– | 7-1  | 2-1  | 1-0  | 0-2  | 3-3  | 2-3  | 4-0  | 2-0  | 2-3  |
| Bellinzona | 2-2  | –––– | 3-0  | 3-1  | 1-1  | 0-2  | 2-1  | 1-0  | 3-2  | 6-1  |
| Chiasso    | 3-0  | 2-1  | –––– | 1-1  | 0-0  | 0-0  | 0-3  | 2-0  | 0-0  | 0-2  |
| Gossau     | 0-2  | 0-2  | 1-1  | –––– | 1-1  | 2-0  | 0-1  | 0-0  | 1-3  | 2-1  |
| Locarno    | 1-2  | 2-3  | 0-1  | 2-2  | –––– | 1-0  | 0-2  | 2-0  | 1-0  | 2-1  |
| San Gallo  | 1-1  | 2-0  | 6-1  | 1-0  | 1-1  | –––– | 0-5  | 5-1  | 1-0  | 0-2  |
| Sciaffusa  | 3-1  | 3-1  | 1-0  | 2-2  | 3-0  | 1-6  | –––– | 1-0  | 3-1  | 1-1  |
| Sursee     | 1-3  | 2-2  | 1-2  | 2-2  | 1-3  | 1-3  | 1-2  | –––– | 2-0  | 0-0  |
| Wil        | 4-0  | 1-1  | 0-1  | 0-0  | 1-1  | 1-1  | 1-3  | 1-1  | –––– | 2-0  |
| Winterthur | 2-4  | 1-1  | 2-0  | 5-0  | 1-3  | 1-3  | 3-3  | 1-3  | 3-3  | –––– |

## Gruppo ovest

### Classifica finale
|  | Pos. | Squadra          | Pt | G  | V  | N | P  | GF | GS | DR  |
|  | ---- | ---------------- | -- | -- | -- | - | -- | -- | -- | --- |
|  | 1.   | Étoile Carouge   | 27 | 18 | 11 | 5 | 2  | 33 | 13 | +20 |
|  | 2.   | Basilea          | 25 | 18 | 12 | 1 | 5  | 39 | 14 | +25 |
|  | 3.   | Chênois          | 22 | 18 | 8  | 6 | 4  | 31 | 20 | +11 |
|  | 4.   | Old Boys Basilea | 20 | 18 | 6  | 8 | 4  | 27 | 31 | -4  |
|  | 5.   | Monthey          | 18 | 18 | 6  | 6 | 6  | 25 | 23 | +2  |
|  | 6.   | Bulle            | 17 | 18 | 7  | 3 | 8  | 28 | 24 | +4  |
|  | 7.   | Grenchen         | 17 | 18 | 7  | 3 | 8  | 25 | 24 | +1  |
|  | 8.   | Delémont         | 17 | 18 | 7  | 3 | 8  | 24 | 29 | -5  |
|  | 9.   | Friburgo         | 13 | 18 | 6  | 1 | 11 | 21 | 28 | -7  |
|  | 10.  | Urania Ginevra   | 4  | 18 | 2  | 0 | 16 | 11 | 58 | -47 |

Legenda:

      Ammesso alla poule promozione.
      Ammesso alla poule retrocessione.
Note:

Due punti a vittoria, uno a pareggio, zero a sconfitta.

### Risultati

#### Tabellone
| Gruppo ovest   | BAS  | BUL  | CHÊ  | DEL  | ÉTO  | FRI  | GRE  | MON  | OBB  | URA  |
| -------------- | ---- | ---- | ---- | ---- | ---- | ---- | ---- | ---- | ---- | ---- |
| Basilea        | –––– | 5-0  | 2-0  | 1-2  | 0-0  | 3-1  | 0-1  | 3-1  | 1-2  | 4-0  |
| Bulle          | 0-3  | –––– | 1-1  | 1-0  | 0-2  | 1-0  | 2-1  | 0-0  | 6-0  | 2-1  |
| Chênois        | 3-0  | 2-1  | –––– | 2-1  | 0-1  | 2-0  | 1-0  | 1-1  | 3-3  | 3-1  |
| Delémont       | 0-3  | 2-1  | 1-0  | –––– | 1-2  | 0-0  | 4-2  | 0-1  | 2-3  | 4-0  |
| Étoile Carouge | 1-3  | 1-1  | 1-1  | 5-1  | –––– | 2-1  | 3-1  | 2-0  | 0-0  | 3-0  |
| Friburgo       | 0-1  | 1-0  | 1-3  | 5-0  | 0-1  | –––– | 1-0  | 2-0  | 2-1  | 3-1  |
| Grenchen       | 0-1  | 1-0  | 2-1  | 1-2  | 1-1  | 5-1  | –––– | 2-1  | 1-1  | 2-1  |
| Monthey        | 2-0  | 4-2  | 2-2  | 1-1  | 1-3  | 1-0  | 2-0  | –––– | 1-1  | 5-0  |
| Old Boys       | 1-6  | 0-2  | 1-1  | 1-1  | 2-1  | 4-1  | 2-2  | 1-1  | –––– | 2-0  |
| Urania Ginevra | 0-3  | 0-8  | 1-5  | 0-2  | 0-4  | 3-2  | 0-3  | 3-1  | 0-2  | –––– |

## Poule promozione
Le qualificazioni della LNB sono state razionalizzate e ridotte ad un solo girone di otto squadre. Le ultime quattro classificate della Lega Nazionale A sono:

Zurigo (9ª classificata), Neuchâtel Xamax (10ª), Yverdon (11ª) e Kriens (12ª).

### Classifica finale
|  | Pos. | Squadra         | Pt | G  | V | N | P  | GF | GS | DR  |
|  | ---- | --------------- | -- | -- | - | - | -- | -- | -- | --- |
|  | 1.   | Basilea         | 20 | 14 | 7 | 6 | 1  | 22 | 7  | +15 |
|  | 2.   | San Gallo       | 20 | 14 | 8 | 4 | 2  | 28 | 14 | +14 |
|  | 3.   | Neuchâtel Xamax | 20 | 14 | 9 | 2 | 3  | 21 | 12 | +9  |
|  | 4.   | Zurigo          | 18 | 14 | 7 | 4 | 3  | 24 | 15 | +9  |
|  | 5.   | Kriens          | 12 | 14 | 4 | 4 | 6  | 21 | 20 | +1  |
|  | 6.   | Étoile Carouge  | 11 | 14 | 3 | 5 | 6  | 14 | 24 | -10 |
|  | 7.   | Sciaffusa       | 7  | 14 | 2 | 3 | 9  | 14 | 31 | -7  |
|  | 6.   | Yverdon         | 4  | 14 | 1 | 2 | 11 | 8  | 29 | -21 |

Legenda:
      Resta o promosso in Lega Nazionale A 1994-1995.
      Resta in Lega Nazionale B 1993-1994.
Note:
Due punti a vittoria, uno a pareggio, zero a sconfitta.

### Risultati

#### Tabellone
| Promozione      | BAS  | ÉTO  | KRI  | NEU  | SAN  | SCI  | YVE  | ZUR  |
| --------------- | ---- | ---- | ---- | ---- | ---- | ---- | ---- | ---- |
| Basilea         | –––– | 0-0  | 1-0  | 3-1  | 3-0  | 3-0  | 1-1  | 1-1  |
| Étoile Carouge  | 1-1  | –––– | 2-2  | 0-2  | 3-0  | 2-2  | 2-0  | 0-0  |
| Kriens          | 0-1  | 3-0  | –––– | 0-0  | 1-1  | 5-0  | 2-0  | 1-2  |
| Neuchâtel Xamax | 1-0  | 2-1  | 2-0  | –––– | 1-1  | 1-0  | 3-1  | 1-0  |
| San Gallo       | 0-0  | 5-1  | 3-0  | 3-1  | –––– | 4-1  | 3-1  | 3-0  |
| Sciaffusa       | 1-4  | 1-2  | 2-2  | 1-3  | 0-1  | –––– | 2-0  | 0-1  |
| Yverdon         | 0-3  | 1-0  | 1-4  | 0-2  | 1-1  | 1-2  | –––– | 1-2  |
| Zurigo          | 1-1  | 5-0  | 5-1  | 2-1  | 1-3  | 2-2  | 2-0  | –––– |

## Poule retrocessione
Le retrocedende dei due gruppi sud-est e ovest sono state divise in due gruppi composti da 6 squadre, con omogenea distribuzione geografica in ogni caso differente dai gironi di qualificazione.
Tre sono le squadre da retrocedere: l'ultima di ogni girone e la perdente dell'ulteriore spareggio fra le penultime.
Alle squadre è stato dato un "bonus" di partenza attribuito secondo la posizione in classifica ottenuta nei due gironi di qualificazione in ordine decrescente: alla 3ª classificata 8 punti, 4ª classificata 7 punti, alla 5ª punti 6, alla 6ª punti 5, alla 7ª punti 4, alla 8ª punti 3 e così via fino all'ultima che ha avuto un solo punto.

### Gruppo A

#### Classifica finale
|  | Pos. | Squadra          | Pt | B | G  | V | N | P | GF | GS | DR  |
|  | ---- | ---------------- | -- | - | -- | - | - | - | -- | -- | --- |
|  | 1.   | Baden            | 26 | 8 | 14 | 8 | 2 | 4 | 29 | 12 | +17 |
|  | 2.   | Locarno          | 25 | 6 | 14 | 8 | 3 | 3 | 22 | 19 | +3  |
|  | 3.   | Delémont         | 22 | 3 | 14 | 8 | 3 | 3 | 25 | 19 | +6  |
|  | 4.   | Winterthur       | 20 | 4 | 14 | 6 | 4 | 4 | 28 | 24 | +4  |
|  | 5.   | Gossau           | 18 | 2 | 14 | 7 | 2 | 5 | 21 | 13 | +8  |
|  | 6.   | Old Boys Basilea | 17 | 7 | 14 | 4 | 2 | 8 | 17 | 24 | -7  |
|  | 7.   | Bulle            | 12 | 5 | 14 | 1 | 5 | 8 | 9  | 22 | -13 |
|  | 8.   | Urania Ginevra   | 8  | 1 | 14 | 2 | 3 | 9 | 17 | 35 | -18 |

Legenda:
  Va allo spareggio salvezza.
  Retrocesso subito in Prima Lega 1994-1995.
Note:
Due punti a vittoria, uno a pareggio, zero a sconfitta.

#### Risultati

##### Tabellone
| Gruppo A         | BAD  | BUL  | DEL  | GOS  | LOC  | OBB  | URA  | WIN  |
| ---------------- | ---- | ---- | ---- | ---- | ---- | ---- | ---- | ---- |
| Baden            | –––– | 2-0  | 0-1  | 1-0  | 5-0  | 4-0  | 4-1  | 3-1  |
| Bulle            | 1-0  | –––– | 0-2  | 0-2  | 0-1  | 0-1  | 1-1  | 2-2  |
| Delémont         | 0-0  | 2-2  | –––– | 2-0  | 5-0  | 1-0  | 2-1  | 2-1  |
| Gossau           | 1-3  | 0-0  | 5-0  | –––– | 1-0  | 2-0  | 2-1  | 4-3  |
| Locarno          | 2-1  | 3-1  | 3-0  | 1-1  | –––– | 2-1  | 4-2  | 2-0  |
| Old Boys Basilea | 2-2  | 2-0  | 2-2  | 1-0  | 0-2  | –––– | 5-0  | 1-2  |
| Urania Ginevra   | 1-3  | 3-1  | 0-3  | 0-3  | 1-1  | 3-1  | –––– | 1-1  |
| Winterthur       | 2-1  | 1-1  | 5-3  | 1-0  | 1-1  | 4-1  | 4-2  | –––– |

### Gruppo B

#### Classifica finale
|  | Pos. | Squadra    | Pt | B | G  | V | N | P  | GF | GS | DR  |
|  | ---- | ---------- | -- | - | -- | - | - | -- | -- | -- | --- |
|  | 1.   | Wil        | 24 | 3 | 14 | 9 | 3 | 2  | 22 | 12 | +10 |
|  | 2.   | Chênois    | 24 | 8 | 14 | 6 | 4 | 4  | 18 | 15 | +3  |
|  | 3.   | Grenchen   | 23 | 4 | 14 | 7 | 5 | 2  | 22 | 12 | +10 |
|  | 4.   | Bellinzona | 22 | 7 | 14 | 6 | 3 | 5  | 22 | 17 | +5  |
|  | 5.   | Chiasso    | 20 | 5 | 14 | 4 | 7 | 3  | 17 | 9  | +8  |
|  | 6.   | Monthey    | 20 | 6 | 14 | 5 | 4 | 5  | 26 | 20 | -6  |
|  | 7.   | Sursee     | 10 | 1 | 14 | 3 | 3 | 8  | 13 | 27 | -14 |
|  | 8.   | Friburgo   | 5  | 2 | 14 | 1 | 1 | 12 | 9  | 37 | -28 |

Legenda:
  Va allo spareggio salvezza.
  Retrocesso subito in Prima Lega 1994-1995.
Note:
Due punti a vittoria, uno a pareggio, zero a sconfitta.

#### Risultati

##### Tabellone
| Gruppo B   | BEL  | CHÊ  | CHI  | FRI  | GRE  | MON  | SUR  | WIL  |
| ---------- | ---- | ---- | ---- | ---- | ---- | ---- | ---- | ---- |
| Bellinzona | –––– | 0-0  | 2-1  | 2-1  | 5-2  | 2-0  | 2-2  | 0-2  |
| Chênois    | 2-1  | –––– | 1-0  | 3-2  | 1-1  | 1-0  | 3-0  | 3-1  |
| Chiasso    | 1-1  | 3-0  | –––– | 5-0  | 1-1  | 1-1  | 1-0  | 1-1  |
| Friburgo   | 0-5  | 1-0  | 0-2  | –––– | 0-2  | 1-3  | 1-4  | 0-0  |
| Grenchen   | 2-0  | 1-0  | 0-0  | 3-1  | –––– | 0-0  | 3-0  | 4-1  |
| Monthey    | 2-1  | 3-3  | 1-1  | 3-1  | 1-2  | –––– | 7-1  | 1-3  |
| Sursee     | 0-1  | 0-0  | 0-0  | 1-0  | 2-1  | 2-4  | –––– | 0-2  |
| Wil        | 2-0  | 2-1  | 1-0  | 4-1  | 0-0  | 1-0  | 2-1  | –––– |

### Spareggi retrocessione
|         | Risultati |         | Luogo e data           |
| ------- | --------- | ------- | ---------------------- |
| Gossau  | 1 - 1     | Chiasso | Gossau, 4 giugno 1994  |
| Chiasso | 0 - 1     | Gossau  | Chiasso, 8 giugno 1994 |
|         |           |         |                        |

## Verdetti finali
- Basilea e San Gallo promosse in Lega Nazionale A 1994-1995.
- Bulle, Chiasso, Friburgo, Monthey, Old Boys, Sursee e Urania retrocedono in Prima Lega 1994-1995.